# 沃舒
沃舒（法語：Vauchoux，法語發音：[voʃu]）是法国上索恩省的一个市镇，属于沃苏勒区。

## 地理
沃舒（47°39'44"N, 6°1'37"E）面积4.64 平方千米，位于法国勃艮第-弗朗什-孔泰大區上索恩省，该省份为法国东部内陆省份，北起顺时针与孚日省、贝尔福地区省、杜省、汝拉省、科多尔省和上马恩省接壤。
与沃舒接壤的市镇（或旧市镇、城区）包括：索恩港、费里耶尔莱塞、蒙蒂尼莱沃苏勒、蓬塞、锡村。

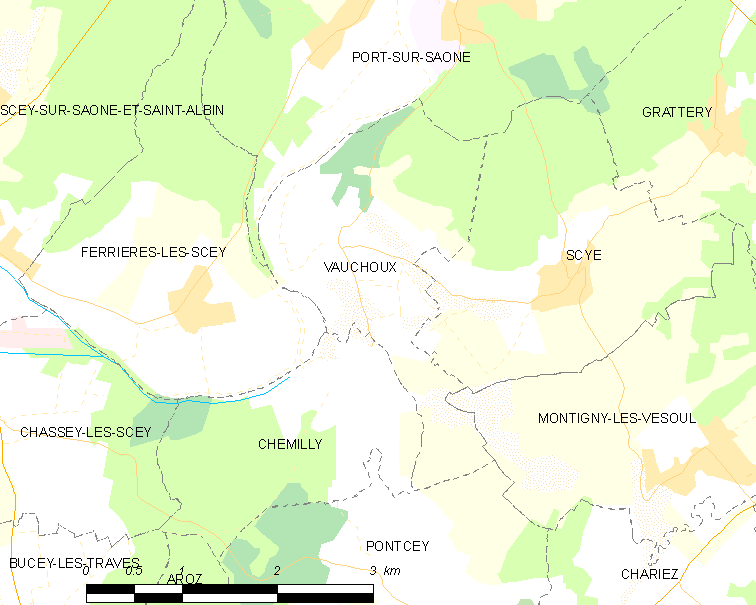
沃舒的OSM定位图

沃舒的时区为UTC+01:00、UTC+02:00（夏令时）。

## 行政
沃舒的邮政编码为70170，INSEE市镇编码为70524。

## 政治
沃舒所属的省级选区为索恩港县。

## 人口

1962-2008年间沃舒人口变化图示

沃舒于2022年1月1日时的人口数量为122人。